# Національно-радикальний табір (1993)
Національно-радикальний табір (пол. Obóz Narodowo-Radykalny, ONR) — фашистська права організація, офіційно зареєстрована у Польщі в 2012 році як товариство. ONR пов'язує себе із одноіменною партією, що існувала у міжвоєнний період з тією самою символікою.

## Критика
Дії НРТ часто зазнають різкої критики, наприклад, за участь у антигомосексуальних заворушеннях під час Гей-прайдів у Варшаві та Познані у 2005 та 2006 років. Раніше прокуратура в Ополі подавала клопотання про розпуск місцевих структур у Бжезі. У жовтні 2009 року окружний суд задовольнив клопотання про розпуск. Польська католицька церква дистанціюється від ПРТ та подібних організацій, проте серед священиків є відкриті прихильники цієї структури.